# Walter Donaldson (componist)
Walter Donaldson (Brooklyn, 15 februari 1893 - Santa Monica, 15 juli 1947) was een Amerikaanse componist die in de jaren tien en twintig van de 20ste eeuw voor talrijke hits de muziek schreef. Bekende composities van hem zijn onder meer "Makin' Whoopee", "My Baby Just Cares for Me" en "Yes Sir, That's My Baby".

## Biografie
Donaldson, de zoon van een pianoleraar met elf kinderen, schreef al op school voor schoolvoorstellingen. Hij speelde piano in een nickelodeon en in een hotel. Na highschool werkte hij onder meer als songplugger. In 1915 had hij zijn eerste hits als professioneel componist te pakken, met onder meer "Back Home in Tennessee", een top 5-hit voor Prince's Orchestra. In de periode 1916-1919 volgden meerdere successen, zoals "The Daughter of Rosie O'Grady". Tijdens de Eerste Wereldoorlog werkte hij als pianist in het Amerikaanse leger om de troepen te vermaken en tijdens War Bond Rallies. In Camp Upton ontmoette hij de liedjesschrijver Irving Berlin, die Donaldson in 1919 aannam om voor hem te werken. 
Voor Berlin schreef hij talrijke hitsongs, zoals "My Mammy" (met de tekst van Gus Kahn) voor de Al Jolson die het lied vertolkte in de beroemde film "The Jazz Singer". Een andere hit was "My Blue Heaven", dat door Gene Austin werd gezongen en met meer dan 5 miljoen exemplaren lange tijd de meestverkochte plaat aller tijden was. Ook componeerde hij voor Broadway-musicals als "Sweetheart Time" (1926).
In 1928 verliet hij Berlin om een eigen muziekuitgeverij te beginnen met Walter Douglas en Mose Gumble, 'Donaldson, Douglas & Gumble Inc.'. Datzelfde jaar componeerde hij de muziek voor de musical "Whoopee!", met enkele liedjes die later standards zijn geworden: "Love Me, or Leave Me" en "Makin' Whoopee". In Hollywood bewerkte hij voor Samuel Goldwyn de musical "Whoopee!" voor een filmversie, een van de eerste films die in Technicolor werd opgenomen, in 1930. Een van de nieuwe songs in de film was "My Baby Just Cares for Me", geschreven met Kahn. Ook schreef hij muziek voor films als "Glorifying the American Girl", "The Great Ziegfeld" en "Follow the Boys", alleen of in samenwerking met tekstschrijvers als Harold Adamson, Johnny Lange en Johnny Mercer.
Walter Donaldson heeft de muziek voor honderden liedjes geschreven, 600 publiceerde hij zelf. Met Gus Kahn componeerde hij er meer dan honderd, waaronder "My Buddy". Beiden zijn opgenomen in de Songwriters Hall of Fame.
In de jaren 1945-1947 had Donaldson problemen met zijn gezondheid en hij overleed op 54-jarige leeftijd.

## Hits
Enkele hits van Donaldson: 
- Carolina in The Morning
- Don't Be Angry
- Kansas City Kitty
- Little White Lies
- My Blue Heaven
- You're Driving Me Crazy